# Yining
Yining, dawniej Kuldża (chiń. upr. 伊宁; chiń. trad. 伊寧; pinyin Yíníng; kaz. قۇلجا, Qulja; ujg. غۇلجا, Ghulja) – miasto na prawach powiatu w północno-zachodnich Chinach, w regionie autonomicznym Sinciang, siedziba administracyjna kazachskiej prefektury autonomicznej Ili. W 2000 roku liczyło ok. 357,5 tys. mieszkańców. Ośrodek przemysłu skórzanego, spożywczego, włókienniczego, rzemiosła oraz centrum handlu dla regionu rolniczego (dolina rzeki Ili). Miasto posiada port lotniczy i połączenie drogowe z głównymi miastami regionu oraz z Kazachstanem.